# Cisie (Petite-Pologne)
Pour les articles homonymes, voir Cisie.
Cisie est une localité polonaise de la gmina de Książ Wielki, située dans le powiat de Miechów en voïvodie de Petite-Pologne.